# Hamlet (film 1915 Balboa)
Hamlet è un cortometraggio muto del 1915.

## Produzione
Il film fu prodotto dalla Knickerbocker Star Features (Balboa Amusement Producing Company).
Molto probabilmente, si tratta di una versione rieditata ma ridotta (da sei a tre rulli) dell'Hamlet diretto da Hay Plumb in Inghilterra nel 1913.

## Distribuzione
Distribuito dalla General Film Company, il film - un cortometraggio in tre bobine - uscì nelle sale cinematografiche statunitensi il 7 luglio 1915.